# Starodąbie
Starodębie – uroczysko-dawna miejscowość w Polsce położona w województwie warmińsko-mazurskim, w powiecie elbląskim, w gminie Milejewo na obszarze Parku Krajobrazowego Wysoczyzny Elbląskiej.
Po miejscowości nie pozostały już żadne budynki.
W latach 1975–1998 miejscowość administracyjnie należała do województwa elbląskiego.